# Skrutátor
Skrutátor je člověk provádějící skrutinium, což je termín, jímž označujeme sčítání hlasů při volbách.
Pojmem „skrutátor“ se rozumí člověk, který provádí kvalifikované sčítání hlasů při volbách a veřejných hlasováních respektive při referendech. Z definice tedy vyplývá, že prvními skrutátory při každých svobodných volbách jsou fakticky vždy členové okrskových volebních komisí.

## Parlamentní skrutátoři
Pokud parlament, nebo i jiný zastupitelský sbor, hlasuje veřejně, tedy aklamací, musí být vždy předem zvoleni nebo jmenování (a to plně v souladu s platným právním řádem či politickými zvyklostmi) odpovědní skrutátoři, kteří sčítají volební hlasy podle zdvižených rukou jednotlivých hlasujících. Jedná se o technický postup užívaný zcela běžně již dlouhou dobu na mnoha místech světa.

## Skrutinium v křesťanství
Termínem skrutinia se označují modlitby za katechumeny (a katechumenů), které se provádí v kostele v době postní před křtem o vigilii na Bílou sobotu.